# Ya salam
Ya salam è il terzo album in studio della cantante libanese Nancy Ajram, pubblicato nel 2003.

## Tracce
1. Akhasmak ah – 4:57
2. Nasseyto garho – 4:39
3. Yay (Sehr oyoono) – 4:23
4. Inta w bass – 4:56
5. Ya Salam – 4:37
6. Ahla jaw – 3:54
7. Eynann tara – 4:07
8. Inta – 4:14
9. Ashkar aballi – 3:13